# Instalacja sprężonego powietrza
Jeżeli edytujesz kod źródłowy, to aby uzyskać taki efekt: teoria, elektronem, Witolda Gombrowicza – twórz linki według składni: [[teoria]], [[elektron]]em, [[Witold Gombrowicz|Witolda Gombrowicza]].

Instalacja sprężonego powietrza, inaczej system sprężonego powietrza – rurociąg technologiczny przesyłowy służący do rozprowadzania medium – sprężonego powietrza w określonych ilościach, czasie i pod określonym ciśnieniem od sprężarki (miejsce wytworzenia) do punktów poboru.

## Projektowanie systemu sprężonego powietrza
Aby zaprojektować prawidłowo system sprężonego powietrza, na wstępie należy dokładnie przeanalizować zapotrzebowanie na sprężone powietrze pod względem jego ciśnienia, klasy czystości oraz jego sumarycznego zużycia w punktach poboru z uwzględnieniem współczynnika jednoczesności użytkowania. Projektowanie dzieli się na etap projektowania sprężarkowni oraz etap projektowania instalacji sprężonego powietrza do punktów poboru.

## Sprężarkownia
Kluczowymi elementami projektowania sprężarkowni są:
- kompresory dobrane pod względem wydajności, gabarytów, technologii i gwarancji,
- kształt i średnice rurociągów, armatury, czujników i mocowań dobrane pod względem ciśnienia, przepływu, funkcjonalności i warunków pracy,
- instalacja elektryczna o odpowiedniej funkcjonalności i bezpieczeństwie,
- wydajna wentylacja umożliwiająca wykorzystanie ciepła generowanego przez kompresory oraz zapewniająca prawidłową pracę urządzeń bez względu na porę roku,
- odzysk ciepła z kompresorów do ogrzania wody w systemie centralnego ogrzewania,
- system uzdatniający, zapewniający sprężone powietrze odpowiedniej klasy, składający się z chłodnic, separatorów, filtrów i osuszaczy,
- zbiorniki sprężonego powietrza dobrane pod względem tzw. pików w instalacji – zwyczajowo stosuje się pojemności 1/3 wydajności,
- zawory bezpieczeństwa o wypływie większym niż wydajność sprężarek, ciśnieniu nie wyższym niż wytrzymałość elementów systemu i spełniające wymagane prawem normy,
- system zagospodarowania kondensatu gwarantujący odprowadzenie niebezpiecznych substancji zgodnie z poszanowaniem prawa i ekologii,
- sterowanie nadrzędne i zabezpieczenia gwarantujące optymalną i bezawaryjną pracę,
- system komunikacji z internetem lub wewnętrznym systemem BMS zapewniający możliwość zdalnego sterowania, kontroli i szybkiej reakcji w razie pojawienia się problemu.

## Instalacja sprężonego powietrza
Podczas projektowania instalacji sprężonego powietrza (pneumatycznej) należy zwrócić uwagę na następujące kwestie:
- przebieg i kształt rurociągów zapewniający możliwie najmniejszą odległość i najmniejsze spadki ciśnienia pomiędzy sprężarkownią, a punktami poboru sprężonego powietrza,
- dobór średnic rurociągów tak, aby nie występowały spadki ciśnienia na zbyt wysokim poziomie i jednocześnie umożliwiały rozbudowę sieci zgodnie z planowanym rozwojem działalności w przyszłości,
- dobór odpowiednich materiałów do wykonania instalacji sprężonego powietrza (pneumatycznej) według specyfiki potrzeb branży kontrahenta,
- dobór armatury dostosowanej do funkcjonalności i bezpieczeństwa w punktach poboru.